# Lothar Beyer (Mediziner)
Lothar Beyer (* 1. Oktober 1943) ist ein deutscher Physiologe.

## Leben und Werk
Nach der schulischen Ausbildung in Königswalde im Erzgebirge und in Annaberg-Buchholz, begann Beyer im Jahr 1963 mit dem Studium der Humanmedizin an der Universität Olmütz in Olomouc (ČSR), das er 1969 in Rostock mit dem Staatsexamen und der Approbation zum Arzt abschloss. Anschließend war er am Forschungsinstitut für Körperkultur und Sport in Leipzig von 1969 bis 1985 tätig. In dieser Zeit erfolgten die Facharztprüfung (1974) und die Habilitation, wobei er sich bereits seinem späteren Arbeitsschwerpunkt, der Neurophysiologie und im Besonderen zentralnervösen Aktivierungsprozessen durch Training, widmete. Ab 1985 hatte Beyer eine ordentliche Professur für Physiologie an der Friedrich-Schiller-Universität in Jena inne, die er bis 1993 ausübte. In den Jahren 1988 und 1989 war er Gastprofessor für Physiologie in Moçambique.
Darüber hinaus interessierte sich Beyer für Fragen der Manuellen Medizin, war Geschäftsführer des manualmedizinischen Seminars der Ärztevereinigung für Manuelle Medizin (ÄMM) in Berlin und ist Vorstandsmitglied der Deutschen Gesellschaft für Manuelle Medizin sowie Herausgeber der Zeitschrift Manuelle Medizin.

## Schriften (Auswahl)
- gemeinsam mit Martin Grunwald (Hrsg.): Der bewegte Sinn. Grundlagen und Anwendungen zur haptischen Wahrnehmung. Birkhäuser, Basel 2001, ISBN 978-3-7643-6516-5
- gemeinsam mit Ralph Kayser (Hrsg.): Repetitorium Manuelle Medizin/Chirotherapie. Zur Vorbereitung auf die Prüfung der Zusatz-Weiterbildung. Springer, Berlin 2017. ISBN 978-3-662-49760-9
- gemeinsam mit Ulrich-Christian Smolenski, Johannes Buchmann, Gabriele Harke, Jens Pahnke, Wolfram Seidel: Janda Manuelle Muskelfunktionsdiagnostik. 6. Auflage, Urban & Fischer Verlag / Elsevier, München 2020. ISBN 978-3-437-05801-1
- gemeinsam mit Volker Liefring, Kay Niemier, Egbert Seidel: Funktionsmedizin des Bewegungssystems. Kiener, München 2023. ISBN 978-3-948442-24-8